# Castelli
Castelli – miejscowość i gmina we Włoszech, w regionie Abruzja, w prowincji Teramo.
Według danych na rok 2004 gminę zamieszkiwało 1387 osób, 28,3 os./km².
Miasto słynie z ceramiki. W Castelli znajdują się liczne wytwórnie ceramiki i sklepy z ceramiką.